# Codex Wormianus
Codex Wormianus ali AM 242 fol. je islandski velumski kodeks iz sredine 14. stoletja. Vsebuje različico Prozne Edde in nekaj dodatnega gradiva o poetiki, vključno s Prvim gramatičnim traktatom. To je edini rokopis, v katerem je ohranjena pesem Rígsþula.
Rokopis naj bi bil napisan v benediktinskem samostanu Þingeyraklaustur v Þingeyrarju na severu Islandije okoli leta 1350. Glede na napis na prvi strani dela ga je leta 1628 od islandskega učenjaka Arngrímurja Jónssona v last pridobil runolog Ole Worm. Leta 1706 je Árni Magnússon dokument pridobil od Christiana Worma, nečaka Oleja Worma. Danes je del zbirke rokopisov Árnija Magnússona na inštitutu Árnija Magnússona v Københavnu na Danskem.
Pisar, ki je napisal Codex Wormianus, je delal na številnih rokopisih, med drugim na Stjórnovem kodeksu AM 227 fol.